# Bakewell Castle Hill
Bakewell Castle Hill är ett slott i Storbritannien.   Det ligger i grevskapet Derbyshire och riksdelen England, i den södra delen av landet, 220 km nordväst om huvudstaden London. Bakewell Castle Hill ligger 155 meter över havet.
Terrängen runt Bakewell Castle Hill är kuperad åt nordost, men åt sydväst är den platt. Bakewell Castle Hill ligger nere i en dal. Runt Bakewell Castle Hill är det ganska tätbefolkat, med 86 invånare per kvadratkilometer. Närmaste större samhälle är Chesterfield, 17,3 km öster om Bakewell Castle Hill. Trakten runt Bakewell Castle Hill består i huvudsak av gräsmarker.